# الفريد أنكاما
الفريد أنكاما (بالإنجليزية: Alfred Ankamah)‏ (مواليد 31 يناير 1967) هو ملاكم غاني، مثّل بلاده في الألعاب الأولمبية الصيفية 1988.

## روابط خارجية
الفريد أنكاما على موقع بوكس ريك (الإنجليزية) (registration required)
- الفريد أنكاما على موقع اللجنة الأولمبية الدولية (الإنجليزية)
- الفريد أنكاما على موقع أوليمبيديا (الإنجليزية)
- الفريد أنكاما على موقع اتحاد ألعاب الكومنولث (مؤرشف) (الإنجليزية)